# Rallye de Balagne
Le Rallye de Balagne, est un rallye organisé en Corse, en Balagne, par l'ASA Corsica.  Il compte pour le Championnat de Corse des Rallyes organisé par la Ligue Corse du Sport Automobile, ainsi que pour la Finale de la Coupe de France des Rallyes amateurs.
La première édition du rallye a eu lieu les 18 et 19 Janvier 1997 et a été remporté par Pierre et Vincent Benazzi sur BMW M3 E30.
Du 12 au 14 Décembre 2014, a eu lieu la première édition de la version Historique (Véhicule Historique de Compétition), qui a été remportée par Louis Antonini et Bernard Biancamaria-Grangie sur Porsche 911 SC.
L'édition 2011 de la version Moderne a été prématurément arrêtée suite au décès d'un concurrent.

## Palmarès du Rallye «Moderne»
| Palmarès | Palmarès                                                     | Palmarès                                                     | Palmarès                                                     |
| -------- | ------------------------------------------------------------ | ------------------------------------------------------------ | ------------------------------------------------------------ |
| Année    | Pilote                                                       | Copilote                                                     | Voiture                                                      |
| 1997     | Pierre Benazzi                                               | Vincent Benazzi                                              | BMW M3                                                       |
| 1998     | Pierre Benazzi                                               | Vincent Benazzi                                              | BMW M3                                                       |
| 1999     | Jean-Francois Mattei                                         | Luca Figari                                                  | BMW M3                                                       |
| 2000     | Pierre Benazzi                                               | Vincent Benazzi                                              | BMW M3                                                       |
| 2001     | Pascal Trojani                                               | Olivier Verduri                                              | BMW 320i E21                                                 |
| 2002     | Pascal Trojani                                               | Olivier Verduri                                              | BMW 320i E21                                                 |
| 2003     | Jean-Pierre Manzagol                                         | Nathalie Orsucci                                             | Peugeot 306 Maxi                                             |
| 2004     | Jean-Marc Manzagol                                           | Nathalie Orsucci                                             | Peugeot 306 Maxi                                             |
| 2005     | Epreuve Non-organisé                                         | Epreuve Non-organisé                                         | Epreuve Non-organisé                                         |
| 2006     | Jean-Pierre Manzagol                                         | Nathalie Orsucci                                             | Peugeot 306 Maxi                                             |
| 2007     | Pascal Trojani                                               | Olivier Verduri                                              | Peugeot 307 WRC                                              |
| 2008     | Pascal Trojani                                               | Olivier Verduri                                              | Peugeot 307 WRC                                              |
| 2009     | Pascal Trojani                                               | Olivier Verduri                                              | Peugeot 307 WRC                                              |
| 2010     | Pascal Trojani                                               | Olivier Verduri                                              | Peugeot 307 WRC                                              |
| 2011     | Edition prématurément arrêtée suite au décès d'un concurrent | Edition prématurément arrêtée suite au décès d'un concurrent | Edition prématurément arrêtée suite au décès d'un concurrent |
| 2012     | Pascal Trojani                                               | Olivier Verduri                                              | Peugeot 307 WRC                                              |
| 2013     | Pascal Trojani                                               | Olivier Verduri                                              | Citroen C4 WRC                                               |
| 2014     | Pascal Trojani                                               | Jean-Noel Vesperini                                          | Citroen C4 WRC                                               |
| 2015     | Pascal Trojani                                               | Paul Alerini                                                 | Citroen C4 WRC                                               |
| 2016     | Pascal Trojani                                               | Jean-Noel Vesperini                                          | Citroen DS3 WRC                                              |
| 2017     | Thomas Argenti                                               | Chokri Rahmani                                               | Skoda Fabia S2000                                            |
| 2018     | Pascal Trojani                                               | Jean-Noel Vesperini                                          | Citroen DS3 WRC                                              |
| 2019     | Kevin Fredenucci                                             | Carla Gaffayoli                                              | Volkswagen Polo GTI R5                                       |
| 2020     | Jean-Matthieu Leandri                                        | Alexandre Coria                                              | Volkswagen Polo GTI R5                                       |
| 2021     | Kevin Fredenucci                                             | Andrea Kern                                                  | Volkswagen Polo GTI R5                                       |
| 2022     | Paul-André Mariani                                           | Mathieu Tyran                                                | Volkswagen Polo GTI R5                                       |
| 2023     | Paul-André Mariani                                           | Anthony Gorguilo                                             | Volkswagen Polo GTI R5                                       |
| 2024     | Kevin Fredenucci                                             | Andrea Kern                                                  | Volkswagen Polo GTI R5                                       |

### Nombre de victoires par Pilotes
| Pilote                | Nombre |
| --------------------- | ------ |
| Pascal Trojani        | 12x    |
| Pierre Benazzi        | 3x     |
| Kevin Fredenucci      | 3x     |
| Jean-Pierre Manzagol  | 2x     |
| Paul-André Mariani    | 2x     |
| Thomas Argenti        | 1x     |
| Jean-Matthieu Leandri | 1x     |
| Jean-Marc Manzagol    | 1x     |
| Jean-Francois Mattei  | 1x     |

Le pilote qui détient le plus de victoires sur cette épreuve est Pascal Trojani avec 12 victoires.

### Nombre de Victoires par copilotes
| Coplote             | Nombre |
| ------------------- | ------ |
| Olivier Verduri     | 6x     |
| Jean-Noel Vesperini | 5x     |
| Vincent Benazzi     | 3x     |
| Nathalie Orsucci    | 3x     |
| Andrea Kern         | 2x     |
| Paul Alerini        | 1x     |
| Alexandre Coria     | 1x     |
| Luca Figari         | 1x     |
| Carla Gaffayoli     | 1x     |
| Anthony Gorguilo    | 1x     |
| Chokri Rahmani      | 1x     |
| Mathieu Tyran       | 1x     |

Le copilote qui détient le plus de victoires sur cette épreuve est Olivier Verduri avec 6 victoires.

## Palmarès du Rallye VHC
| Palmarès | Palmarès                | Palmarès                    | Palmarès                      |
| -------- | ----------------------- | --------------------------- | ----------------------------- |
| Année    | Pilote                  | Copilote                    | Voiture                       |
| 2014     | Louis Antonini          | Bernard Biancamaria-Grangie | Porsche 911 SC                |
| 2015     | Louis Antonini          | Bernard Biancamaria-Grangie | Porsche 911 SC                |
| 2016     | Jean-François Bérenguer | Aline Bérenguer-Marès       | Opel Manta 400                |
| 2017     | Joel Marchetti          | Jean-Marc Siaudeau          | Ford Escort RS1600 MKI        |
| 2018     | Marc Valliccioni        | Marie-Josée Cardi           | BMW M3                        |
| 2019     | Marc Valliccioni        | Marie-Josée Cardi           | BMW M3                        |
| 2020     | Pierre Vivier-Muglioni  | Pierre-Jean Finidori        | Renault 5 Turbo Tour de Corse |
| 2021     | Sampieru Bikodoroff     | Noel Molluso                | Ford Escort RS1800 MKII       |
| 2022     | Marc Valliccioni        | Pierre-Jean Finidori        | BMW M3                        |
| 2023     | Marc Valliccioni        | Jean-Paul Lazzarini         | BMW M3                        |
| 2024     | Anthony Agostini        | Jerome Royer                | Ford Escort RS 1800 MKII      |

### Nombre de victoires par pilotes
| Pilote                  | Nombre |
| ----------------------- | ------ |
| Marc Valliccioni        | 4x     |
| Louis Antonini          | 2x     |
| Anthony Agostini        | 1x     |
| Jean-François Bérenguer | 1x     |
| Sampieru Bikodoroff     | 1x     |
| Joel Marchetti          | 1x     |
| Pierre Vivier-Muglioni  | 1x     |

Le pilotes qui détient le plus de victoires sur cette épreuve est Marc Valliccioni avec 4 victoires.

### Nombre de victoires par copilotes
| Copilote                    | Nombre |
| --------------------------- | ------ |
| Bernard Biancamaria-Grangie | 2x     |
| Marie-Josée Cardi           | 2x     |
| Pierre-Jean Finidori        | 2x     |
| Aline Bérenguer-Marès       | 1x     |
| Jean-Paul Lazzarini         | 1x     |
| Noel Molluso                | 1x     |
| Jerome Royer                | 1x     |
| Jean-Marc Siaudeau          | 1x     |

Les copilotes qui détiennent le plus de victoires sur cette épreuve sont Bernard Biancamaria-Grangie,  Marie-Josée Cardi et Pierre-Jean Finidori avec 2 victoires.